# Hugo Costa (músico)
Hugo Vieira Costa mais conhecido por Cyber G. ou Hugo Costa (Lisboa, 1974), é um músico, copywriter, escritor e letrista português.
É mais conhecido pelo seu trabalho com bandas como Líderes da Nova Mensagem, Viviane, Santos & Pecadores e dR Estranhoamor.
Em 1994 Hugo Costa (aka Cyber G.) juntou-se como guitarrista à banda hip-hop almadense Líderes da Nova Mensagem para promover a compilação Rapública (CD Sony Music 1994), a primeira compilação de hip-hop português. Depois de tocarem no palco Blitz do Festival Vilar de Mouros 1996, ao lado de bandas como Da Weasel e Ramp, os Líderes da Nova Mensagem foram convidados a gravar um álbum de originais. Lançado no ano seguinte, o álbum Kom-tratake foi produzido pelo Dj NM (Antena 3) e contou com a participação de músicos como Nanã Sousa Dias, os rappers D. Mars, Double V. e Melo D., além de samples de vozes do poeta e deputado Manuel Alegre e João Villaret (actor).
Após abandonar os Líderes, Hugo Costa gravou uma série de maquetas com os Gatsby Swing Top, mais tarde Arranca Corações. Nunca chegaram a editar, apesar do apoio da crítica, que considerou a primeira maqueta da banda, Maqueta do Ano'98, numa votação promovida pelos jornalistas do suplemento DN+ do Diário de Notícias.
Em 2005, a vocalista Viviane (cantora) (ex- Entre Aspas), reconheceu a escrita de Costa, convidando-o a colaborar em duas músicas do seu primeiro álbum a solo Amores Imperfeitos, ao lado de nomes como José Medeiros e Fernando Cabrita.
Um ano depois, o autor juntou-se aos Santos e Pecadores para compor o novo álbum de originais da banda de Olavo Bilac. Editado em 2006, o disco Acção-Reacção, conta com 10 temas com letras de Costa, dos quais se destacam os singles Miss-Solidão e Lua Cheia.
Mais tarde, como guitarrista e letrista dos dR. estranhoamor, Hugo Costa escreveu e tocou guitarras em 11 dos 12 temas que a banda gravou para o seu álbum de estreia Os Crimes do dR. estranhoamor e Outras Estórias, editado em 2009. Costa acabou por abandonar a banda a um mês do lançamento do álbum, para trabalhar como copywriter na City de Londres. Foi substituído por Paulo Malas, guitarrista da primeira formação da banda.
Tanto com os dR. estranhoamor, como com os Santos & Pecadores, vários temas do autor integram a banda sonora de novelas da TVI ou de séries como Floribela e Morangos com Açúcar.
2014 e 2015 viram o autor colaborar de novo com a cantora Viviane (cantora), para a qual escreveu a letra dos singles Do Chiado Até ao Cais do álbum Dia Novo (2014) e o fado Fado do Beijo do best of Confidências (2015) - onde participa com mais duas músicas com letra de sua autoria.
Tem editado regularmente de forma independente sob o pseudónimo malMORTO.
Em 2016, Hugo Costa estreou-se na literatura com o romance policial A Corporação Invisível, um crossover (thriller de gestão) escrito em co-autoria com o Professor Universitário Luís Sítima e editado pela A Esfera dos Livros. O livro foi editado em língua inglesa sob o título The Induction.
Em 2018, editou 8 Mulheres e 1/2 - Encontros, Desencontros e o Poder Feminino (A Esfera dos Livros, Novembro 2018), um livro de contos sobre temas como a Violência Doméstica, a Identidade de Género, a Transexualidade, o Bullying, ou a forma como a Inteligência Artificial está a mudar as relações entre os humanos .

## Discografia

### Álbuns
- 1997 - Kom-tratake - Líderes da Nova Mensagem (guitarrista)
- 2005 - Amores Imperfeitos - Viviane (cantora) (letrista em Alma Danada e Amaré)[11]
- 2006 - Acção>Reacção - Santos & Pecadores (letrista)[12]
- 2009 - Os Crimes do dR. estranhoamor e Outras Estórias - dR. estranhoamor (letrista e guitarrista)
- 2010 - Energia - Santos & Pecadores (letrista em Nada)
- 2011 - As Pequenas Gavetas do Amor - Viviane (cantora) (letrista em Sussurro da Última Canção)
- 2014 - Palma da Mão - Alcoolémia (letrista em As Derrotas da Paixão e Alma Rock)
- 2014 - As Pequenas Gavetas do Amor - Viviane (cantora) (letrista em Do Chiado Até ao Cais)

### Singles
- 1997 – Kom-tratake  - Líderes da Nova Mensagem (guitarrista)
- 2006 – Miss Solidão - Santos & Pecadores (letrista)[13]
- 2009 – Mais do Mesmo - dR. estranhoamor  (letrista e guitarrista)
- 2009 – Whisky Mundo Novo - dR. estranhoamor  (letrista e guitarrista)
- 2014 – Do Chiado até ao Cais - Viviane (cantora)  (letrista)
- 2015 – Fado do Beijo - Viviane (cantora)  (letrista)
- 2018 – Egologia - dR. estranhoamor  (letrista)

### Compilações
- 2004 – Nação Hip-hop -Líderes da Nova Mensagem (guitarrista no tema STTOP[14]
- 2008 – Livre Trânsito (live) Santos & Pecadores (letrista no tema Lua Cheia)
- 2008 – Grandes Baladas Portuguesas - V/A (com Santos & Pecadores letrista no tema Miss Solidão)[15]
- 2009 – O Concerto Mais Pequeno do Mundo - Vários (com Santos & Pecadores letrista no tema Lua Cheia)
- 2009 – Caixa dos Segredos (best of)-Santos & Pecadores (letrista no tema Lua Cheia)
- 2015 - Confidências (Best of) - Viviane (cantora) (letrista em Do Chiado Até ao Cais, Alma Danada e Fado do Beijo)

### Bandas Sonoras
- 2006 – Dei-te Quase Tudo - OST (com Santos & Pecadores letrista no tema Miss Solidão)
- 2006 – Tempo de Viver - OST (com Santos & Pecadores letrista no tema Acção>Reacção e com dR. estranhoamor letrista no tema Mais do Mesmo)
- 2006 – Fala-me de Amor - OST (com Santos & Pecadores letrista no tema Lua Cheia)
- 2010 – Espírito Indomável - OST (com dR. estranhoamor letrista e guitarrista no tema O Bom, O Mau e O Pior)[16]